# Kostel Saint-Pierre-de-Chaillot
Kostel Saint-Pierre-de-Chaillot (tj. svatého Petra ze Chaillot) je katolický farní kostel v 16. obvodu v Paříži na Avenue Marceau. Kostel je zasvěcený apoštolu Petrovi a pojmenovaný podle bývalé obce Chaillot.

## Historie
Farnost Saint-Pierre existovala již v 11. století. Původní kostel byl zbořen a v roce 1931 na jeho místě začala stavba současného kostela dokončená roku 1938. Z původního kostela se dochovala pouze socha Panny Marie.
Kostel vysvětil 18. května 1938 kardinál Jean Verdier, pařížský arcibiskup.
V roce 1974 byly renovovány varhany a roku 1994 byly instalovány nové velké varhany. Od roku 2001 se v kostele každé dva roky koná festival varhanní hudby.

## Architektura
Autorem kostela je architekt Émile Bois. Kostel s betonovou konstrukcí připomíná románskou a byzantskou architekturu. Výzdobu kostela tvoří sochy Henri Bouchard (1900–1967), vitráže v oknech a také fresky Nicolase Unterstellera (1875–1960).
Původně měl stát nový kostel osamoceně, ale okolní budovy nebyly nikdy zbořeny. Kostel se skládá ze tří částí: 62 metrů vysoké věže, hlavního kostela a podzemní krypty. Ta má půdorys řeckého kříže a rozlohu 820  m2 s mohutnými pilíři podpírajícími betonovou klenbu a připomíná katakomby. Oltář je věnovaný obětem první světové války.
Horní kostel má též půdorys řeckého kříže a rozlohu 1960  m2 a centrální kupoli doplněnou čtyřmi dalšími menšími odpovídající byzantskému umění.
Mohutná fasáda vedoucí na Avenue Marceau má portál se třemi oblouky s tympanonem (autor Henri Bouchard), který představuje život svatého Petra. Horní část fasády má malá čtvercová okna a dva balkony, které dodávají stavbě vzhled středověké pevnosti.